# Меттью Спіллер
Меттью Спіллер (англ. Matthew Spiller; нар. 7 лютого 1983, Дейсленд) — канадський хокеїст, що грав на позиції захисника.

## Ігрова кар'єра
Хокейну кар'єру розпочав 2000 року в ЗХЛ.
2001 року був обраний на драфті НХЛ під 31-м загальним номером командою «Фінікс Койотс». 
Протягом професійної клубної ігрової кар'єри, що тривала 11 років, захищав кольори команд «Фінікс Койотс»,  «Нью-Йорк Айлендерс» та «Білі Тигржи».
Загалом провів 68 матчів у НХЛ.

## Статистика
| Сезон        | Клуб                      | Ліга         | Регулярний сезон | Регулярний сезон | Регулярний сезон | Регулярний сезон | Регулярний сезон | Плей-оф | Плей-оф | Плей-оф | Плей-оф | Плей-оф |
| Сезон        | Клуб                      | Ліга         | І                | Г                | П                | О                | ШХ               | І       | Г       | П       | О       | ШХ      |
| ------------ | ------------------------- | ------------ | ---------------- | ---------------- | ---------------- | ---------------- | ---------------- | ------- | ------- | ------- | ------- | ------- |
| 1999–00      | «Сієтл Тандербердс»       | ЗХЛ          | 60               | 1                | 10               | 11               | 106              | 7       | 0       | 0       | 0       | 25      |
| 2000–01      | «Сієтл Тандербердс»       | ЗХЛ          | 71               | 4                | 7                | 11               | 174              | 9       | 1       | 0       | 1       | 22      |
| 2001–02      | «Сієтл Тандербердс»       | ЗХЛ          | 72               | 8                | 23               | 31               | 168              | 1       | 0       | 0       | 0       | 4       |
| 2002–03      | «Сієтл Тандербердс»       | ЗХЛ          | 68               | 11               | 24               | 35               | 198              | 15      | 2       | 7       | 9       | 36      |
| 2003–04      | «Фінікс Койотс»           | НХЛ          | 51               | 0                | 0                | 0                | 54               | —       | —       | —       | —       | —       |
| 2003–04      | «Спрингфілд Фелконс»      | АХЛ          | 21               | 1                | 2                | 3                | 32               | —       | —       | —       | —       | —       |
| 2004–05      | «Юта Гріззліс»            | АХЛ          | 79               | 4                | 7                | 11               | 160              | —       | —       | —       | —       | —       |
| 2005–06      | «Сан-Антоніо Ремпедж»     | АХЛ          | 69               | 2                | 7                | 9                | 167              | —       | —       | —       | —       | —       |
| 2005–06      | «Фінікс Койотс»           | НХЛ          | 8                | 0                | 1                | 1                | 13               | —       | —       | —       | —       | —       |
| 2006–07      | «Сан-Антоніо Ремпедж»     | АХЛ          | 80               | 1                | 7                | 8                | 187              | —       | —       | —       | —       | —       |
| 2007–08      | «Бриджпорт Саунд-Тайгерс» | АХЛ          | 75               | 1                | 5                | 6                | 177              | —       | —       | —       | —       | —       |
| 2007–08      | «Нью-Йорк Айлендерс»      | НХЛ          | 9                | 0                | 1                | 1                | 7                | —       | —       | —       | —       | —       |
| 2008–09      | «Лоуелл Девілс»           | АХЛ          | 71               | 2                | 11               | 13               | 90               | —       | —       | —       | —       | —       |
| 2009–10      | «Білі Тигржи»             | ЧЕ           | 8                | 0                | 0                | 0                | 8                | —       | —       | —       | —       | —       |
| 2009–10      | «Блумінгтон ПреріТандер»  | ЦХЛ          | 43               | 8                | 13               | 21               | 124              | —       | —       | —       | —       | —       |
| 2012–13      | «Флорида Еверблейдс»      | ХЛСУ         | 2                | 2                | 1                | 3                | 2                | —       | —       | —       | —       | —       |
| Усього в НХЛ | Усього в НХЛ              | Усього в НХЛ | 68               | 0                | 2                | 2                | 74               | —       | —       | —       | —       | —       |